# Arcfox Alpha-S
Arcfox α-S (Alpha-S) — представительский электромобиль, выпускающийся с 2021 года китайским автопроизводителем BAIC Motor под брендом Arcfox.

## Описание

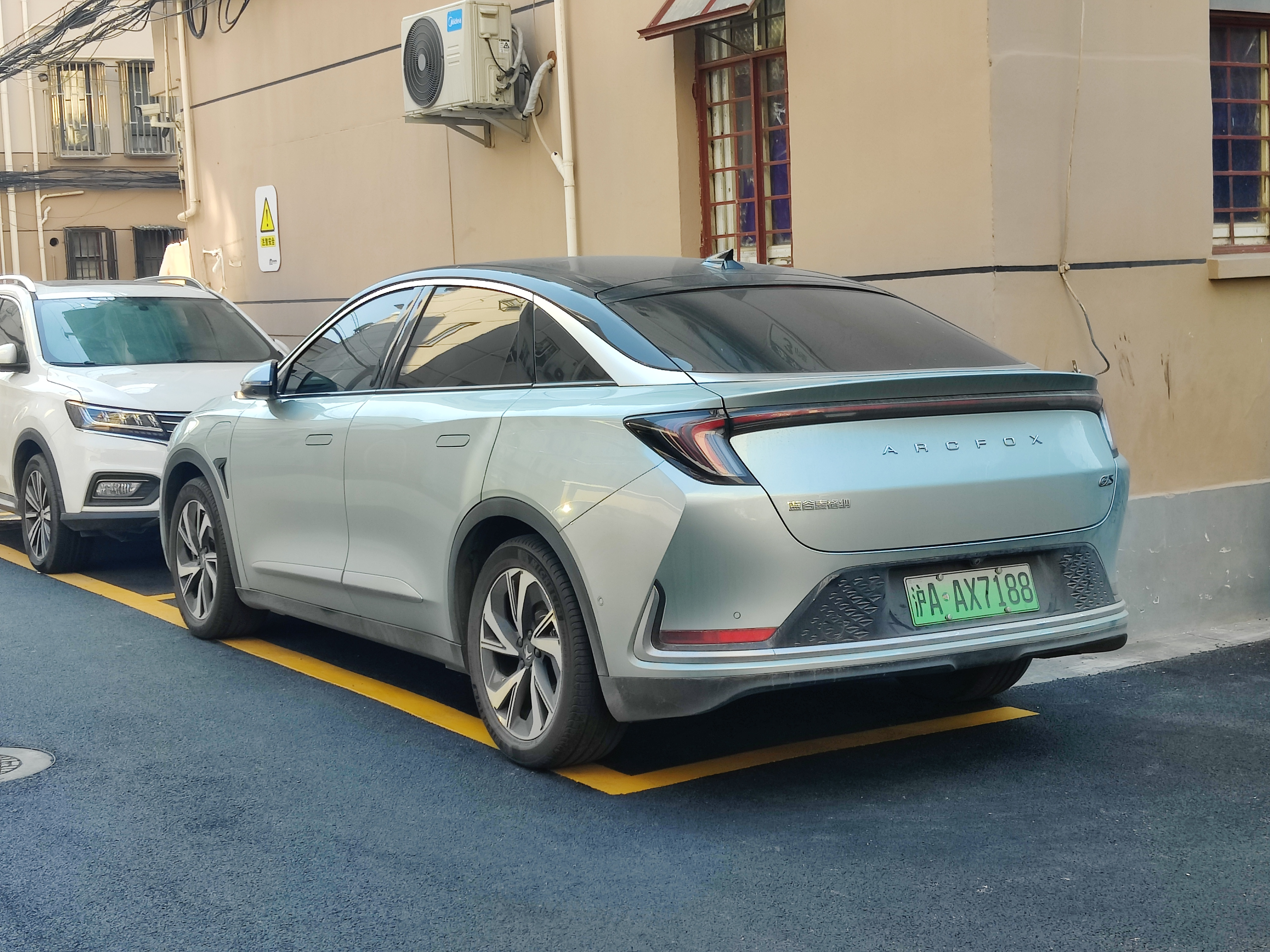
Вид сзади

Во второй половине января 2021 года компания Arcfox представила седан высшего класса α-S. После Arcfox α-T, это второй автомобиль под индексом Alpha.
Автомобиль получил «агрессивно» оформленные фары, трапециевидный воздухозаборник и заострённый передний бампер. Кроме того, автомобиль имеет пологую крышу, «скрытые» дверные ручки и задние огни, соединённые светодиодной полосой.

## Технические характеристики
Arcfox Alpha-S оснащается электродвигателем мощностью 218 л. с. и крутящим моментом 360 Н⋅м. Ёмкость аккумулятора варьируется от 525 до 708 км по циклу NEDC. Электроника разработана совместно с Huawei.

## Комплектации
Электро
_
АТ 218л.с. Автомат
АТ 435 л.с. 4х4 Автомат
АТ 643л.с. 4х4 Автомат